# Penicillium commune

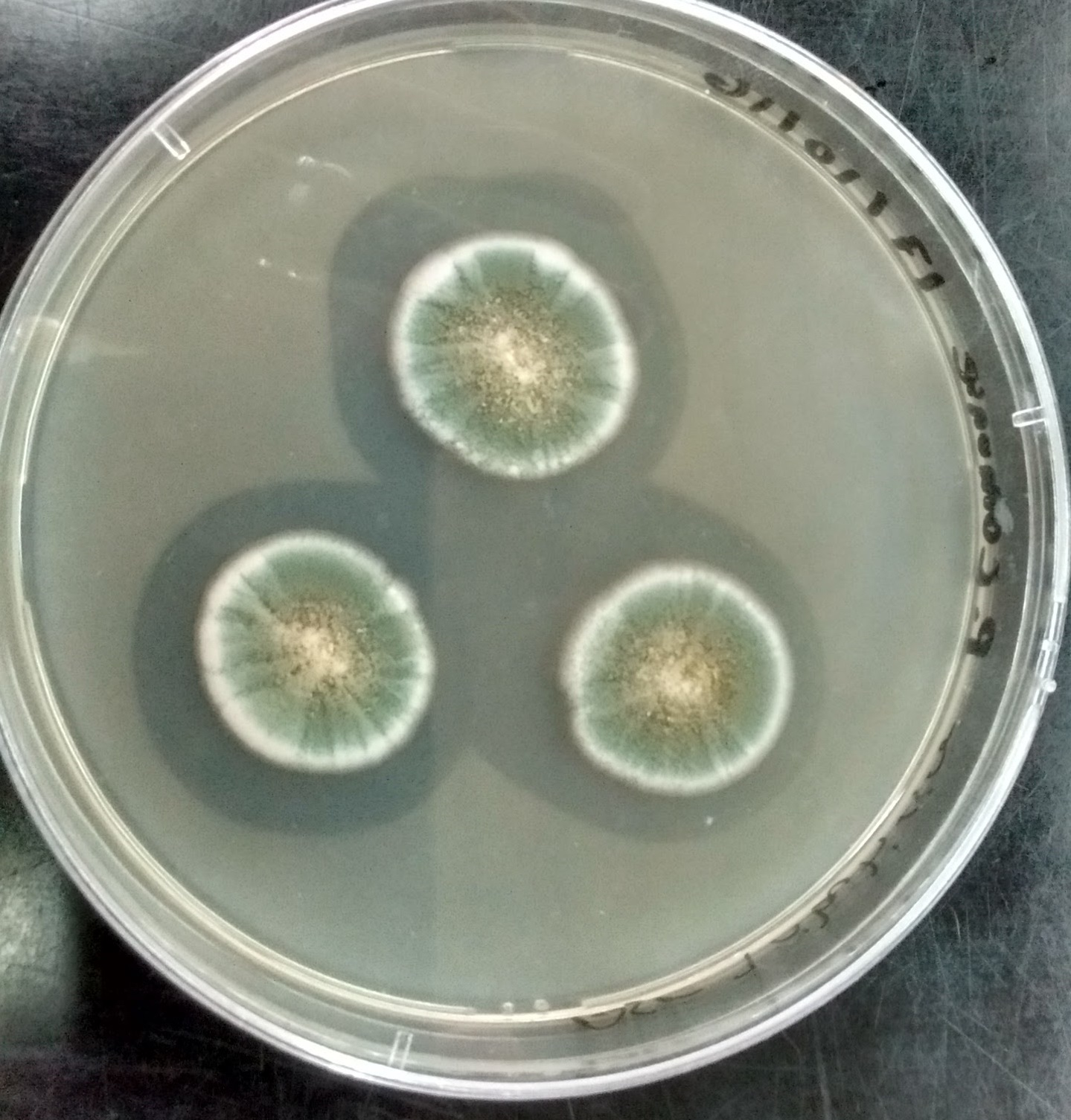
Kolonie P. commune na agarze z tributyryną

Penicillium commune Thom – gatunek grzybów z rodziny Aspergillaceae.

## Systematyka i nazewnictwo
Pozycja w klasyfikacji według Index Fungorum: Penicillium, Aspergillaceae, Eurotiales, Eurotiomycetidae, Eurotiomycetes, Pezizomycotina, Ascomycota, Fungi.
Synonimy:

- Penicillium commune var. lunzinense Svilv. 1941
- Penicillium cyclopium f. album (G. Sm.) Fassat. 1974
- Penicillium cyclopium var. album G. Sm. 1951
- Penicillium flavoglaucum Biourge, 1923
- Penicillium lanosoviride Thom 1930
- Penicillium lanosoviride var. lunzinense Svilv. 1941
- Penicillium verrucosum var. album (G. Sm.) Samson, Stolk & Hadlok 1976[2].

## Morfologia i fizjologia
Anamorfa P. comune to grzyb mikroskopijny tworzący na powierzchni nalot potocznie zwany pleśnią. Z tworzących go strzępek wyrastają prostopadle do nich konidiofory, które na szczycie rozwidlają się wielokrotnie. Mają zwykle długość od 200 do 400 μm i szorstką powierzchnię. Konidia mają średnicę od 3,5 do 5,0 μm, są kuliste, gładkie, matowe, szaro-zielone lub szaro-turkusowe i powstają w nieuporządkowanych łańcuszkach bazypetalnych. Teleomorfa nie jest znana.
Hodowla na różnych podłożach jest jedną z metod identyfikacji gatunków rodzaju Penicillium. P. commune wyróżnia się szybkim wzrostem na agarze neutralnym z sacharozą kreatynową (CSN), powolnym tempem wzrostu na agarze z ekstraktem słodowym (MEA) oraz ograniczonym wzrostem na pożywce Czapka (CZA) i agarze z ekstraktem drożdżowym Czapek (CYA). Wygląd kolonii na MEA waha się od miękkich, aksamitnych i rosnących jednocześnie do ziarnistych i ledwo rosnących. Spodnia strona kolonii wytworzonych na MEA ma kolor jasnożółty i słoneczno-żółty. Kolonie na CZA i CYA wahają się od miękkich i aksamitnych do lekko puszystych z obecnym wysiękiem, który może być przezroczysty do brązowego. Ponadto spód kolonii hodowanych na CZA i CYA ma kolor kremowy lub matowożółty do brązowożółtego. Zaobserwowano również produkcję fioletowego pigmentu.
Optymalna temperatura dla gatunku to 25 °C, maksymalna granica to 37 °C, jednak P. commune, podobnie jak wiele innych gatunków Penicillium, może rozwijać się w temperaturach występujących w lodówkach. Minimalna aktywność wody dla kiełkowania i wzrostu P. commune wynosi 0,83. Gatunek grzyba nie wykazuje oznak wzrostu w środowiskach składających się z 20% dwutlenku węgla i mniej niż 5% tlenu, ale w obecności 80% dwutlenku węgla i 20% tlenu istnieją oznaki ograniczonego wzrostu.

## Występowanie i znaczenie
Stwierdzono występowanie P. commune w Ameryce Północnej, Europie i Azji.
Jest znany jako jeden z najczęstszych gatunków powodujących pleśnienie serów. Sery są najczęstszym miejscem jego występowania, ale rozwija się również na innych produktach spożywczych. Stwierdzono jego występowanie w następujących produktach mięsnych i roślinnych zawierających tłuszcze: orzechy, margaryna, sfermentowane kiełbasy, jogurt, śmietana, laktoza w proszku, ciasta o wysokiej zawartości tłuszczu, dojrzewająca włoska szynka i mąka. Powoduje ich psucie się i wytwarza mykotoksyny: kwas cyklopiazonowy i regulazynę A i B. Często występuje jako pleśń rosnąca na produktach mięsnych peklowanych na sucho. Podawano występowanie P. commune także na jabłkach i gruszkach, jako jednego z gatunków Penicillium powodujących mokrą zgniliznę jabłek. Rozwijająca się w produktach spożywczych grzybnia P. commune wytwarza substancje o zapachu podobnym do fenolu i powoduje zepsucie ich smaku. W Polsce gatunek notowany był na ścianach budynków, w ziemi, na nasionach i korzeniach drzew.
Wykorzystywany jest do produkcji serów pleśniowych.
Chociaż gatunek ten nie wytwarza penicyliny, wykazano, że ma działanie przeciwpatogenne. W warunkach laboratoryjnych znacząco zmniejszał liczbę bakterii pałeczki ropy błękitnej Pseudomonas aeruginosa i gronkowca złocistego Staphylococcus aureus, wykazał się także zdolnością do produkcji lowastyny i poprawy antybiotycznego działania oksacyliny. P. commune okazał się nowym obiecującym źródłem w produkcji antypatogennych produktów do zastosowań medycznych.
W badaniach prowadzonych w 2014 r. stwierdzono, że gatunek ten może być wykorzystany do przemysłowej biodegradacji zużytego oleju.